# Nyctibora sericea
Nyctibora sericea es una especie de cucaracha del género Nyctibora, familia Ectobiidae. Fue descrita científicamente por Burmeister en 1838.
Habita en Brasil, Paraguay y Argentina.